# Rummelpot (nytårsskik)
 For alternative betydninger, se Rummelpot. (Se også artikler, som begynder med Rummelpot)
Rummelpot eller rumlepot er en dansk-nordtysk skik, hvor børnene nytårsaften går sminket og udklædt gennem byen med en rummelpot (≈ en gnidetromme). De besøger naboer og venner og underholder med rummel og sang for at få fyldt godteposen. Traditionen tro uddeles denne aften æbleskiver, men også bolsjer og andet slik. Rummelpotsangen er Fru lok e døe op. Tradtionen at gå med rummelpotten havde tidligere den samme funktion som nytårsfyrværkeriet, nemlig at jage de onde ånder bort med en øredøvende larm. Også Odins jagt fandt (ifølge mytologien) sted i nætterne omkring årsskiftet (julenætter).
At gå med rummelpot er stadig en populær nytårsskik i det dansk-tyske grænseland, selvom den traditionelle rummelpot er mange steder erstattet af andre larmende instrumenter.
På det nordfrisiske fastland kendes skikken som rumelput-luupen, på den nordfrisiske ø Amrum kendes en lignende tradition under navnet Ütj tu hulkin, på naboøen Før under navnet Ütj tu kenknin eller Rummelrotje, på øen Sild og her især i landsbyen Morsum som Maskenloop (≈maskeløb), de forklædte på Sild bliver kaldt som omtaakelte.
Rummelpotvise (på Sønderjysk)
Fru, fru, lok e døe op!

Æ rummelpot vil ind.

De kom æ skib fra Holland.

De hav så goj en vind.

Styrmand vil vi prise

Kaptajnene vil vi hejse

sæt æ sejl op i æ top

å gi mæ naue i æ rummelpot.

Hallo – hallo en æffelkagh elle to

å ven den æ få lille

så gi mæ to for jen.